# Пановецька дача
Панове́цька Да́ча (Паніве́цька Да́ча) — ботанічний заказник загальнодержавного значення в Україні. Розташований у межах Кам'янець-Подільського району Хмельницької області, біля села Панівці. 
Площа 923 га. Статус заказника республіканського значення (постанова Ради Міністрів УРСР) надано 28 жовтня 1974 року. Перебуває у віданні ДП «Кам'янець-Подільський лісгосп» (Панівецьке л-во, кв. 17-31). Входить до складу національного природного парку «Подільські Товтри».  
Охороняється ділянка Товтр уздовж правого берега річки Смотрич, вкрита грабово-дубовим лісом. Крім основних порід, зростають береза повисла, ясен звичайний, липа серцелиста, в'яз гірський, груша звичайна, берека, у підліску — клен татарський, калина звичайна, бузина чорна та ліщина звичайна. 
Багатий трав'яний покрив. Особливу цінність мають ділянки степової рослинності на південних схилах. Трапляються шиверекія подільська, скополія карніолійська, ковила українська, крокус Гейфеля, любка дволиста, занесені до Червоної книги України.

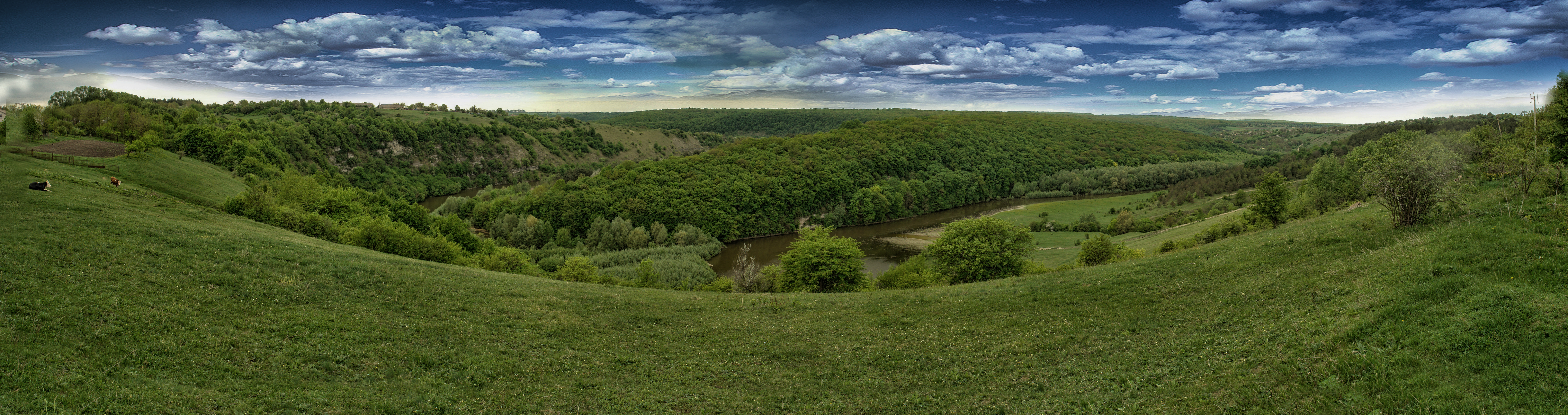
Панорама Панівецька Дача